# Berthold Furtmeyr

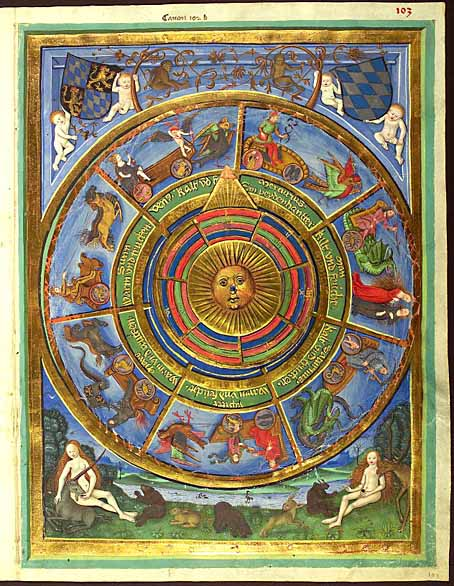
Astrolábio, do Heidelberger Schicksalsbuch.

Berthold Furtmeyr foi um miniaturista alemão, cidadão de Ratisbona entre 1470 e 1501.
Suas obras mais importantes são o Astrolábio, do Heidelberger Schicksalsbuch e a decoração de um missal de cinco volumes do Arcebispo Bernhard von Rohr, completado entre 1481 e 1482.